# Bataille de Salamine
Vous lisez un « bon article » labellisé en 2019.
Pour les articles homonymes, voir Bataille de Salamine de Chypre.
Guerres médiques
Batailles
- Ladé
- Marathon
- Thermopyles
- Artémision
- Salamine
- Platées
- Mycale
- Eurymédon

La bataille de Salamine (en grec ancien : Ναυμαχία τῆς Σαλαμῖνος / Naumakhía tês Salamînos) est un affrontement majeur entre l'alliance des cités-États grecques, dirigée par Thémistocle, et l'Empire perse, mené par Xerxès Ier. Cette bataille navale se déroule en 480 av. J.-C. dans le détroit entre le continent et l'île de Salamine, située dans le golfe Saronique près d'Athènes. La victoire inespérée des Grecs, pourtant largement surpassés en nombre, est le point culminant de la seconde invasion perse.
Dans le but d'arrêter l'immense infanterie perse, une armée de soldats grecs, sous contrôle spartiate, bloque le défilé des Thermopyles, alors que la flotte grecque, menée par les navires athéniens, engage le combat contre les Perses près du détroit de l'Artémision. L'arrière-garde de l'infanterie grecque est détruite à la bataille des Thermopyles et la marine grecque ne peut arracher la victoire aux Perses lors de la bataille de l'Artémision. Ainsi les Perses parviennent-ils à conquérir la Phocide, la Béotie, l'Attique et l'Eubée.
Déterminés à défendre la Grèce jusqu'au bout, les alliés grecs se préparent à tenir l'isthme de Corinthe, et la flotte grecque se retire près de l'île de Salamine.
Même s'ils sont largement surpassés en nombre, Thémistocle persuade ses alliés de s'engager dans une bataille décisive pour empêcher les Perses d'envahir le Péloponnèse.
Le roi Xerxes Ier recherche aussi une bataille décisive. À la suite d'un subterfuge des Grecs, la flotte perse entre dans le détroit de Salamine. Elle y est tellement à l'étroit, qu'elle ne peut plus manœuvrer efficacement et sa supériorité numérique n'est plus un avantage. La flotte grecque forme alors une ligne et détruit un grand nombre de navires perses. Cette victoire, combinée à celles de Platées et du cap Mycale, affaiblit considérablement les forces perses dans la région.
Par la suite, les cités grecques entreprennent de les repousser, avec succès, vers l'Asie pendant les trente années suivantes. Selon plusieurs historiens, une victoire perse aurait durablement paralysé le développement de la Grèce antique et, par extension, empêché l'éclosion de la culture occidentale.

## Sources

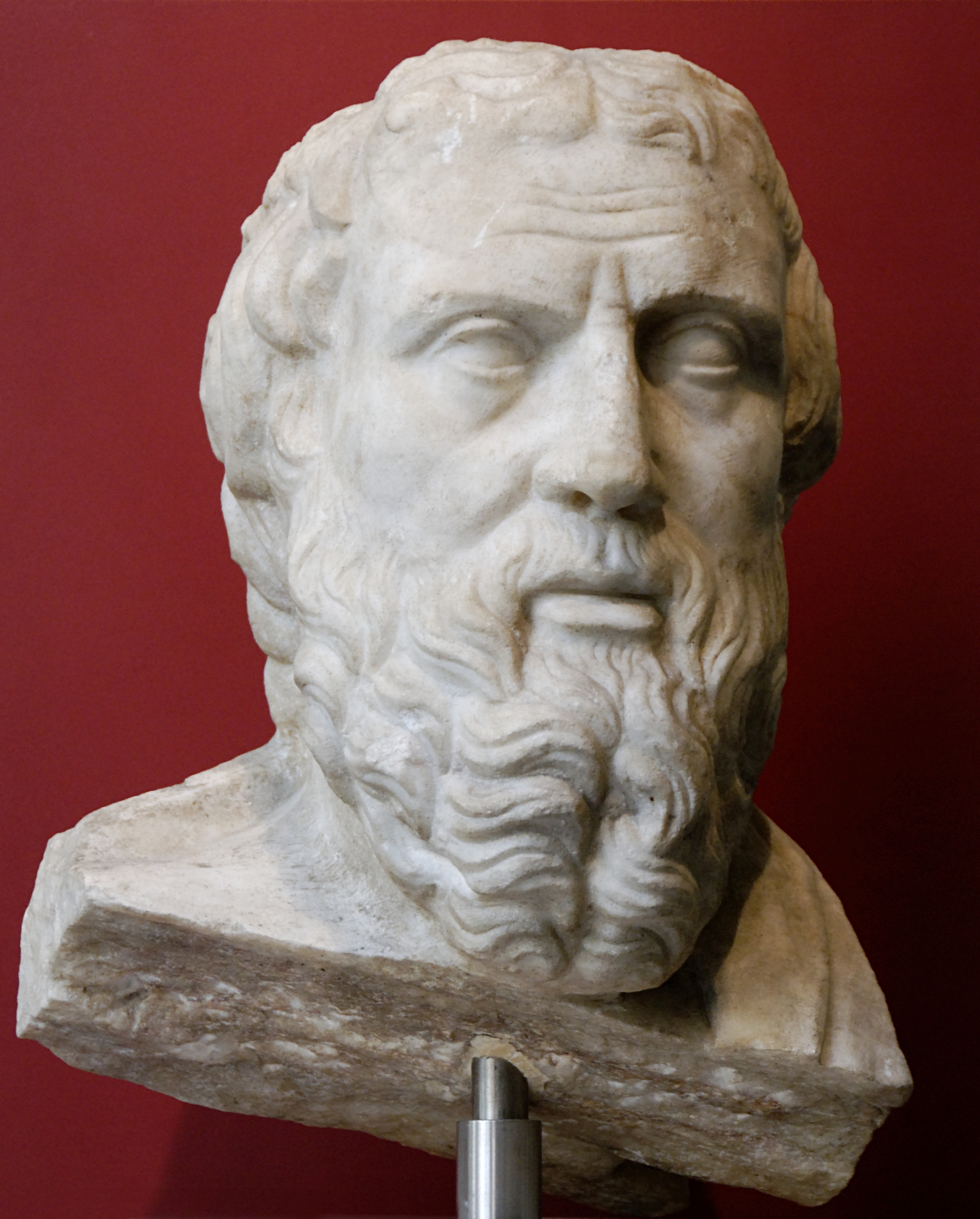
Buste d'Hérodote, palais Massimo des Thermes.

La principale source sur les guerres médiques est l'historien grec Hérodote. Surnommé le « Père de l’Histoire » par Cicéron, il est né en 484 av. J.-C. en Asie mineure alors sous domination perse. Il rédige ses Histoires vers 440–430 av. J.-C., essayant de retracer l'origine des guerres médiques. L'approche d'Hérodote, nouvelle, se poursuit aujourd'hui. En effet, selon Tom Holland : « [pour] la première fois, un chroniqueur cherche à faire remonter les origines d'un conflit, non pas à un passé assez lointain pour être tout à fait fabuleux, ni aux caprices et aux désirs d'un dieu, ni à la prétention d'un peuple à une destinée manifeste, mais plutôt à des explications qu'il peut vérifier personnellement »,.
Quelques historiens ultérieurs de l'Antiquité le critiquent, même s'ils suivent ses pas, notamment Thucydide,. Malgré tout, ce dernier commence son histoire de la guerre du Péloponnèse là où Hérodote arrête les siennes (au siège de Sestos en 479 av. J.-C.) ; il reconnaît donc de façon implicite que les Histoires d'Hérodote sont suffisamment exactes pour ne pas avoir à les réécrire ou les corriger. Plutarque critique Hérodote dans son essai Sur la malignité d'Hérodote, le qualifiant de « philobarbaros » (ami des Barbares), parce qu'il ne montre pas suffisamment les Grecs sous leur meilleur jour, ce qui laisse supposer qu'Hérodote aurait fait preuve de neutralité. Cette appréciation négative d'Hérodote s'est transmise en Europe jusqu'à la Renaissance, époque où il est néanmoins encore étudié. Sa réputation se rétablit pendant le XIXe siècle à la suite des découvertes archéologiques qui confirment ses dires. Au XXIe siècle, les spécialistes considèrent ses Histoires comme généralement fiables, mais plusieurs détails prêtent à débat (particulièrement le nombre de soldats et les dates) et doivent donc être considérés avec prudence. Néanmoins, certains historiens pensent qu'il a forgé de toutes pièces la majeure partie de ses Histoires.
Diodore de Sicile, même s'il s'accorde le plus souvent avec Hérodote pour cette bataille, rapporte des différences avec son devancier. Par exemple, il indique que les Athéniens évacuent leur ville à la suite d'un décret, et non pas « sous l'influence de l'oracle de Delphes ou à la suite du prodige de la déesse sur l'Acropole ».
Des artefacts archéologiques, telle la colonne serpentine (partie de l'hippodrome de Constantinople actuel), soutiennent les affirmations d'Hérodote.

## Contexte

Une carte de presque toutes les parties de la Grèce antique qui ont pris part aux guerres médiques.

Les cités-États grecques d'Athènes et d'Érétrie ont stimulé la malheureuse révolte de l'Ionie contre l'Empire perse de Darius Ier en 499-494 av. J.-C. Relativement récent, cet Empire est encore le théâtre de révoltes contre le pouvoir central,. De plus, Darius est un usurpateur et a pris un temps considérable pour mater les révoltes contre son règne.
La révolte de l'Ionie menace l'intégrité de son territoire ; Darius a donc juré de punir les responsables, particulièrement les Athéniens ; en effet, « il ne tint aucun compte des Ioniens, sachant bien que leur révolte ne resterait pas impunie ». Darius apprécie aussi l'opportunité d'étendre son Empire dans la belliqueuse Grèce antique. Une expédition préliminaire sous le commandement de Mardonios en 492 av. J.-C., pour prendre le contrôle de territoires à proximité de la Grèce, permet de conquérir la Thrace et oblige la Macédoine à devenir cliente de l'Empire perse.
Darius envoie des émissaires à toutes les cités-États grecques en 491 av. J.-C. pour exiger « de l'eau et de la terre » en signe de soumission. Ayant eu une démonstration de son pouvoir l'année précédente, la majorité des cités grecques se soumettent. À Athènes, toutefois, les ambassadeurs sont soumis à un procès puis exécutés ; à Sparte, ils sont simplement jetés dans un puits,. Sparte et Athènes ont donc décidé d'entrer en guerre contre l'Empire perse.
Darius Ier regroupe une force amphibie en 490 av. J.-C., sous le commandement de Datis et Artapherne qui attaquent Naxos la même année, avant de recevoir la soumission des autres Cyclades. La force armée se rend ensuite à Érétrie, qu'elle assiège puis détruit. Finalement, elle se rend à Athènes, débarquant dans la baie de Marathon, où elle affronte l'armée ennemie, plus petite mais plus lourdement armée. Contre toute attente, les Athéniens gagnent la bataille de Marathon, ce qui oblige les débris de l'armée perse à se réfugier en Asie.
Darius, en prévision d'une seconde invasion, commence à lever une armée plus grande pour complètement subjuguer la Grèce. Cependant, en 486 av. J.-C., ses sujets égyptiens se révoltent, ce qui l'oblige à suspendre ses projets d'invasion. Il meurt pendant les préparatifs ; son fils Xerxès Ier occupe à son tour le trône perse. Il écrase la révolte égyptienne, puis reprend rapidement le projet d'invasion de son père. S'agissant d'une invasion à grande échelle, il planifie des entrepôts et lance une conscription. Xerxès décide d'une part de faire fabriquer un pont au-dessus de l'Hellespont (Dardanelles), pour permettre à son armée de traverser à pied sur le continent européen, et d'autre part de faire creuser un canal à travers l'isthme du mont Athos. Ces deux ouvrages sont d'une ampleur exceptionnelle pour l'époque. Pourtant, au début de 480 av. J.-C., les préparatifs sont achevés et, avec l'armée regroupée à Sardes, Xerxès marche vers l'Europe, les soldats franchissant l'Hellespont sur deux ponts flottants. Selon Hérodote, l'armée de Xerxès est si vaste que, arrivée sur les rives du fleuve Echedoros, les soldats l'épuisent complètement pour étancher leur soif. Devant une telle force, plusieurs cités grecques préfèrent accéder aux demandes perses qui exigent le tribut de l'eau et de la terre.

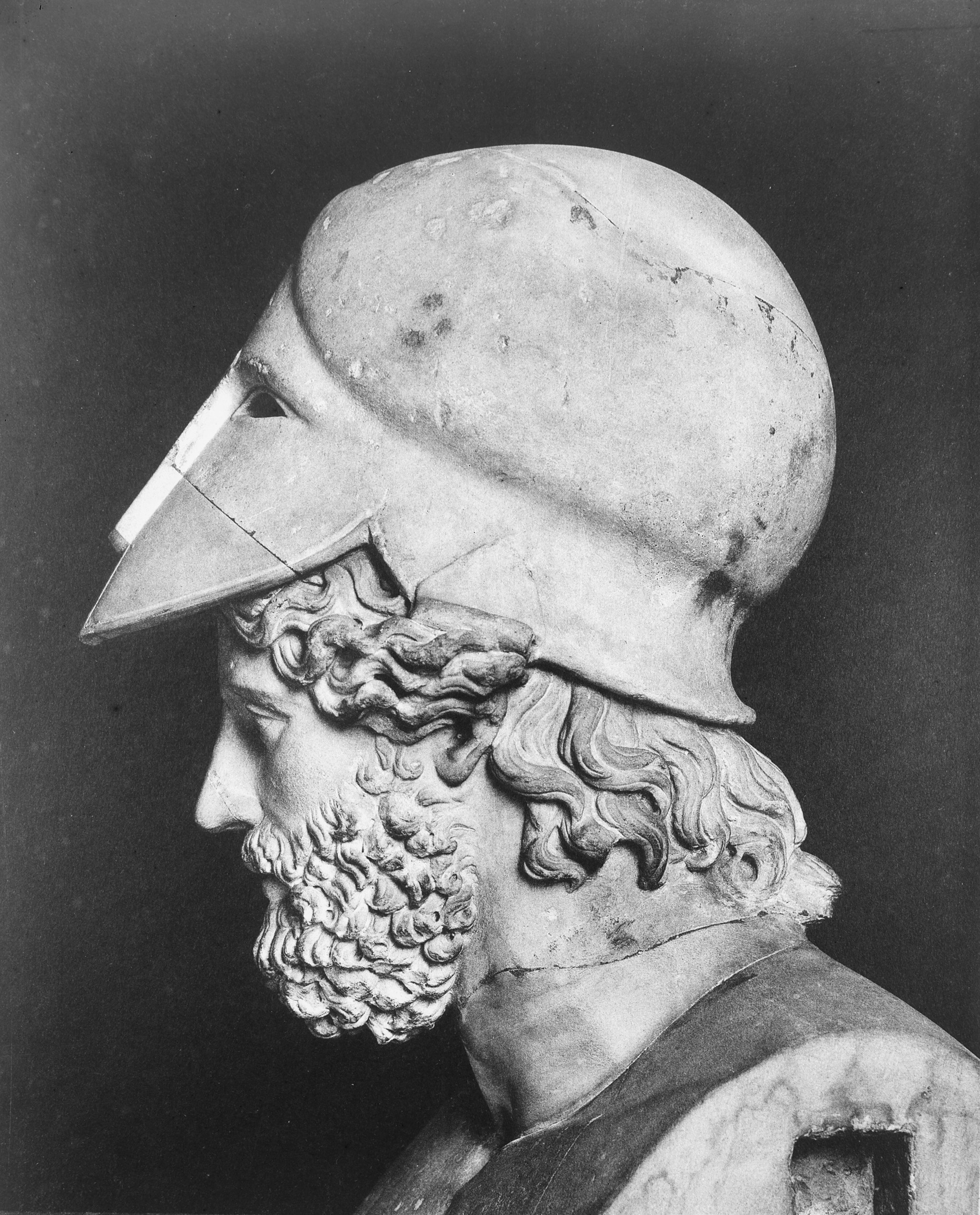
Buste de Thémistocle.

Les Athéniens, de leur côté, se préparent à la guerre depuis le milieu des années 480 av. J.-C. En 482, la décision est prise, sous la supervision de l'homme politique athénien Thémistocle, de construire une grande flotte de trières qui sera essentielle pour s'opposer efficacement aux Perses. Toutefois, les Athéniens manquent de soldats pour combattre à la fois sur terre et sur mer ; en conséquence, pour vaincre, Athènes doit obtenir la collaboration d'autres cités-États grecques. En 481 av. J.-C., Xerxès envoie des ambassadeurs en Grèce pour exiger le tribut « de l'eau et de la terre » tout en omettant délibérément de les envoyer à Athènes et Sparte. En réaction, les cités-États commencent à apporter leur soutien aux deux cités. Un congrès de cités-États à Corinthe à la fin de 481 av. J.-C. mène à la création d'une confédération de cités-États. Celle-ci jouit du pouvoir d'envoyer des plénipotentiaires pour demander de l'aide et envoyer des troupes des cités membres aux lieux à défendre, après consultation conjointe. Cette collaboration est remarquable dans ce monde grec disjoint, d'autant plus que plusieurs membres de la confédération sont toujours en guerre les uns contre les autres.
Le « congrès » se réunit à nouveau au printemps de 480 av. J.-C. Une délégation de Thessalie suggère de concentrer les forces grecques dans la vallée de Tempé, à la frontière de Thessalie, où elle pourrait bloquer l'avance de l'armée de Xerxès Ier. Une force de 10 000 hoplites est envoyée dans la vallée, les Grecs croyant y affronter l'armée perse. Néanmoins, sur place, avertie par Alexandre Ier de Macédoine que les Perses peuvent emprunter le passage de Sarantoporo (et donc éviter la vallée) et que l'armée de Xerxès est immense, l'armée grecque fait retraite. Peu après, les Grecs apprennent que l'armée de Xerxès a franchi l'Hellespont.
Thémistocle propose une seconde stratégie. La route méridionale de la Grèce (Béotie, Attique et Péloponnèse) emprunte le défilé des Thermopyles, là où les hoplites grecs pourraient facilement bloquer l'immense armée perse. De plus, pour interdire à l'armée de Xerxès de contourner le défilé par la mer, les navires d'Athènes et des alliés pourraient bloquer le détroit de l'Artémision. Le congrès adopte ce plan. En même temps, les cités du Péloponnèse mettent au point un plan de rechange pour défendre l'isthme de Corinthe. Les femmes et les enfants d'Athènes sont évacués massivement vers Trézène, cité du Péloponnèse.
Aux Thermopyles, les soldats grecs bloquent les forces perses pendant trois jours, puis sont contournés, ce qui permet aux Perses de massacrer l'arrière-garde avant de poursuivre l'invasion. Simultanément, la bataille de l'Artémision ne voit aucun vainqueur émerger. Lorsque les nouvelles de la défaite des Thermopyles parviennent aux oreilles des marins grecs, la flotte alliée fait retraite puisque le blocus du détroit de l'Artémision ne suffirait plus à retenir les forces perses.

## Prélude
La flotte alliée quitte l'Artémision pour Salamine afin de soutenir l'évacuation d'Athènes. En route, Thémistocle laisse des messages à toutes les sources d'eau potable à l'intention des Grecs d'Ionie embarqués sur les navires perses, leur demandant de faire défection,. À la suite de la bataille des Thermopyles, l'armée perse avance en Grèce, où elle pille et brûle Platées et Thespies, villes de la Béotie qui ont refusé de se soumettre, avant de se diriger vers Athènes, dorénavant évacuée. Les alliés, principalement des Péloponnésiens, préparent la défense de l'isthme de Corinthe, détruisant la seule route qui permet de le franchir et élevant un mur.
Cette stratégie est toutefois sans intérêt si la flotte alliée ne peut empêcher les navires perses de transporter des troupes à travers le golfe Saronique. Lors d'un conseil de guerre tenu après l'évacuation d'Athènes, le commandant naval de Corinthe, Adimante de Corinthe, argue que la flotte devrait s'assembler près des côtes de l'isthme pour verrouiller le passage. Thémistocle, pour sa part, préfère une stratégie offensive dans le but de réduire durablement la supériorité navale des Perses. Il a tiré une leçon de la bataille de l'Artémision : « en combattant dans un lieu étroit […], nous remporterons […] une grande victoire, parce qu'un détroit nous est autant avantageux que la pleine mer l'est aux ennemis »,. Il obtient gain de cause ; la flotte grecque reste près des côtes de Salamine.
La chronologie de la bataille de Salamine est difficile à établir. Hérodote sous-entend qu'elle commence après la chute d'Athènes. Si les batailles de Thermopyles et de l'Artémision commencent en septembre, alors celle de Salamine aurait aussi commencé en septembre, mais les Perses ont dû prendre quelques semaines pour prendre Athènes, réparer et réapprovisionner leurs navires. Xerxès a dû tenir un conseil de guerre avec les commandants de la flotte ; selon Hérodote, cette réunion s'est déroulée à Phalère. Artémise Ire, reine d'Halicarnasse qui commande son escadre de navires dans la flotte perse, essaie de convaincre Xerxès d'attendre la reddition des Alliés car elle juge que la bataille dans le détroit de Salamine est trop risquée. Xerxès et son général Mardonios passent outre son conseil et préfèrent passer à l'offensive.
Aujourd'hui, il est impossible de connaître l'élément déclencheur de la bataille, si nous faisons l'hypothèse qu'aucun des adversaires n'a attaqué sans planification préalable. Un peu avant la bataille, Xerxès apprend que des désaccords existent parmi les chefs grecs ; les Péloponnésiens veulent évacuer le détroit de Salamine pendant qu'ils le peuvent. C'est à ce moment que Thémistocle aurait conçu son projet de désinformation, la discorde parmi les alliés pouvant devenir une ruse visant à inciter les Perses à engager le combat. Toutefois, ces hésitations des alliés (qui avaient attendu au moins une semaine près des côtes de Salamine pendant qu'Athènes était attaquée) était peut-être la conséquence des manœuvres offensives des Perses. Des soldats perses avaient peut-être été envoyés dans l'isthme de Corinthe pour inquiéter les commandants de la flotte alliée,.
Quoi qu'il en soit, quand Xerxès reçoit cette information, il ordonne à sa flotte de se diriger vers la côte de Salamine, bloquant ainsi la voie méridionale. Puis, au crépuscule, il ordonne à sa flotte de faire retraite, peut-être dans le but d'inciter les Grecs à sortir rapidement du détroit. Ce soir-là, Thémistocle émet une désinformation, qui semble avoir obtenu le succès espéré : il envoie son serviteur Sicinnos auprès de chefs perses, porteur d'un message qui déclare que Thémistocle, « qui est bien intentionné pour le roi, et qui préfère le succès de vos armes à celui des Grecs, m’a dépêché vers vous à leur insu, avec ordre de vous dire que les Grecs, effrayés, délibèrent s’ils ne prendront point la fuite ». Le messager ajoute que les Perses, pour être victorieux, n'ont qu'à bloquer le détroit de Salamine. C'est exactement le genre d'information que Xerxès espère entendre : que les Athéniens veulent se soumettre, ce qui lui permettra de détruire le restant de la flotte alliée. Par ce subterfuge, Thémistocle parvient à leurrer les navires perses pour qu'ils s'engagent dans le détroit. Le roi achéménide ordonne, dès le soir, à la flotte perse de bloquer les accès au détroit. Il fait installer son trône sur les pentes du mont Aigáleo, d'où il pourra observer facilement la bataille tout en notant le nom des meilleurs commandants. Dans la nuit arrive Aristide le Juste, un Athénien anathématisé, suivi plus tard de marins qui ont déserté l'armée perse ; ils portent la nouvelle que la flotte perse s'est déployée dans le détroit,. Les Péloponnésiens se résignent alors à combattre.
Selon l'historien Tom Holland, ils agissaient peut-être de concert avec Thémistocle, puisqu'ils acceptent le combat avec sérénité.
Abritée dans l'obscurité par les caps orientaux de Salamine, la flotte grecque se prépare nuitamment pour le combat du lendemain, pendant que les éclaireurs perses recherchent vainement leurs adversaires dans le détroit. Le lendemain matin, les Perses entrent dans le détroit pour attaquer les navires grecs. Les historiens modernes ignorent les raisons, le moment exact et qui a pris la décision d'attaquer ; ce qui est clair toutefois, c'est que les Perses engagent les combats.

## Forces en présence

### Marine grecque

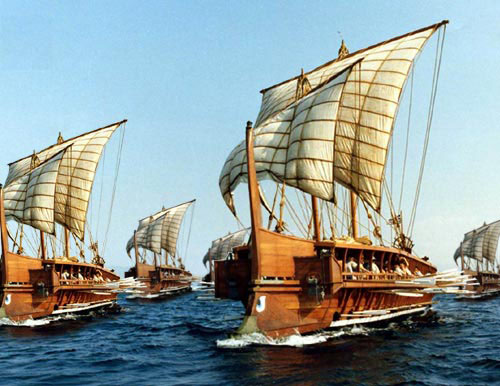
Flotte de trières selon les mesures de l’Olympias (réplique d'une trière aux mêmes dimensions).

Hérodote rapporte une flotte alliée de 378 trières, puis détaille leur nombre selon les cités-États. Toutefois, la somme des nombres monte à 371. Il ne mentionne pas que tous les 378 trières ont combattu à Salamine (« Tous ces peuples fournirent des trirèmes […] Le nombre de ces vaisseaux allait en tout à trois cent soixante-dix-huit, sans compter ceux qui étaient à cinquante rames. ») et indique que les Éginètes « envoyèrent quarante-deux vaisseaux ; ils en avaient encore quelques autres d’équipés, mais ils s’en servirent pour la garde de leur pays ». Il est donc probable que la différence entre ces nombres est due à une garnison de douze navires laissé à Égine. Selon Hérodote, deux autres navires ont fait défection chez les Perses pour rejoindre les Grecs, un avant la bataille de l'Artémision et l'autre avant la bataille de Salamine ; le nombre total de navires serait donc de 373 (ou 380).
Selon le tragédien athénien Eschyle, qui a combattu à Salamine, la flotte grecque montait à 310 trières (la différence étant le nombre de navires athéniens). Ctésias affirme que la flotte athénienne comprenait 110 trières, ce qui confirme les dires d'Eschyle. Selon Hypéride, la flotte grecque n'a atteint que 220 navires. La flotte se trouve dans les faits sous le commandement de Thémistocle mais officiellement sous les ordres de l'aristocrate spartiate Eurybiade, tel qu'entendu lors du congrès des cités-États de 481 av. J.-C.. En effet, lorsque l'Athénien Thémistocle a demandé le commandement de la flotte, les autres cités-États avec des navires se sont opposées ; à titre de compromis, Sparte a officiellement reçu le commandement même si elle n'a aucune expérience de combat naval.
| Cité     | Nombre navires |                | Cité           | Nombre navires |                | Cité           | Nombre navires |
| -------- | -------------- | -------------- | -------------- | -------------- | -------------- | -------------- | -------------- |
| Athènes  | 180            |                | Corinthe,      | 40             |                | Égine          | 30             |
| Chalcis, | 20             |                | Mégare,        | 20             |                | Sparte         | 16             |
| Sicyone  | 15             |                | Épidaure       | 10             |                | Érétrie        | 7              |
| Ambracie | 7              |                | Trézène        | 5              |                | Naxos          | 4              |
| Leucade  | 3              |                | Hermione       | 3              |                | Styra          | 2              |
| Kýthnos  | 1 (1)          |                | Kéa            | 2              |                | Milos,         | (2)            |
| Sifnos,  | (1)            |                | Sérifos,       | (1)            |                | Crotone        | 1              |
| Total    | 371 ou 378 (5) | 371 ou 378 (5) | 371 ou 378 (5) | 371 ou 378 (5) | 371 ou 378 (5) | 371 ou 378 (5) | 371 ou 378 (5) |

Une des trières sacrées des Athéniens, la Salaminienne, aurait participé à la bataille, d'où son nom.

### Marine perse

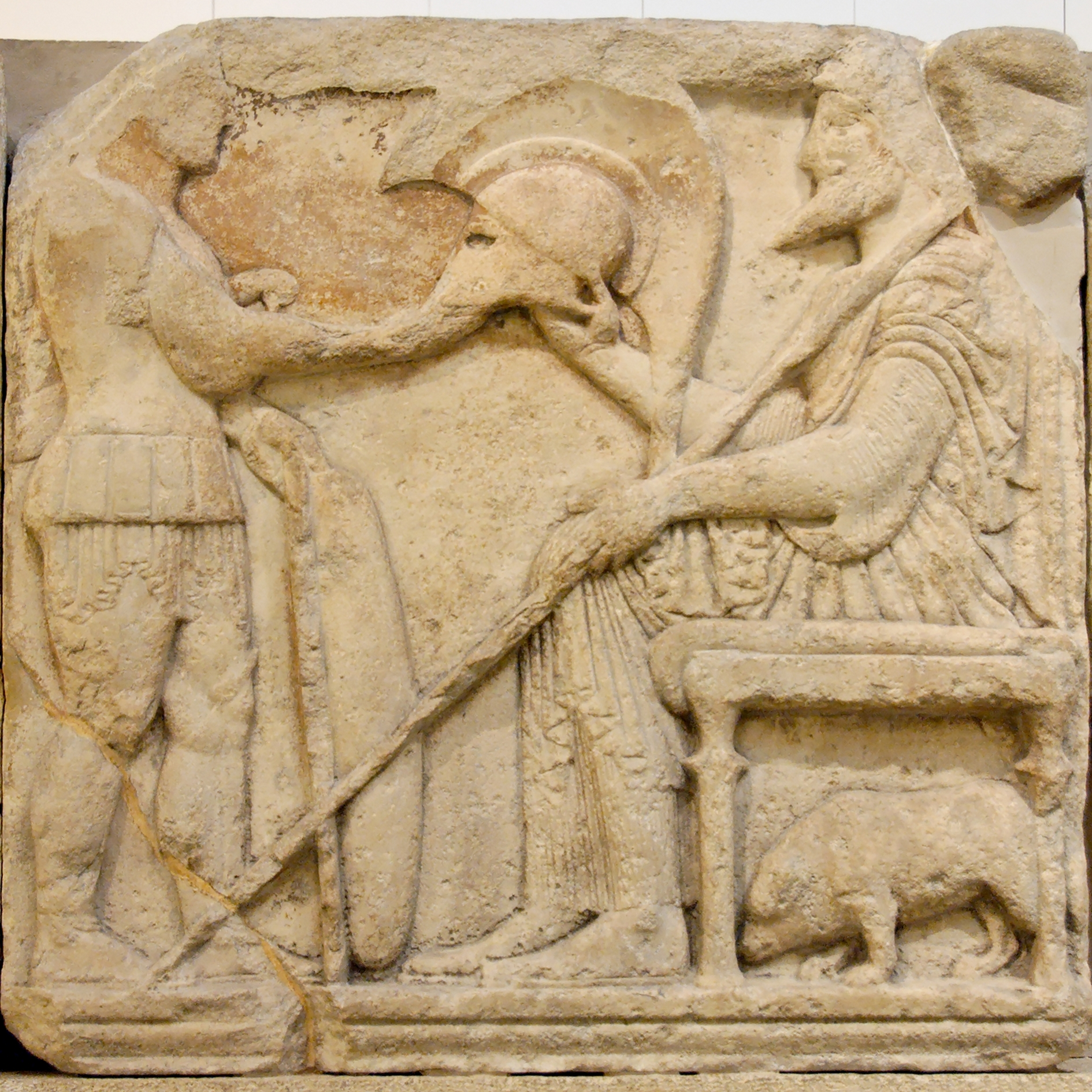
Le dynaste lycien Kubernis (520-480 av. J.-C.), à la droite de ce bas-relief, dirige 50 navires lydiens de la flotte achéménide.

Selon Hérodote, la flotte perse comprend au départ 1 207 trières. Selon ses calculs, les Perses auraient perdu environ le tiers de celle-ci dans une tempête près des côtes de Magnésie du Méandre. Deux cents autres, ou plus, le long de la côte d'Eubée et au moins cinquante navires pendant la bataille de l'Artémision,. L'historien grec déclare que toutes les unités perdues ont été remplacées, mais ne mentionne que 120 navires des Grecs de la Thrace et des îles environnantes comme renforts. Eschyle, qui a combattu à Salamine, affirme aussi avoir observé mille deux cents navires de guerre. Diodore de Sicile indique plus de mille deux cents. Lysias avance également une flotte perse de mille deux cents navires assemblés à Doriskos au printemps de 480 av. J.-C. Éphore de Cumes avance 1 207 navires (au début de l'affrontement seulement), alors que son professeur Isocrate indique mille trois cents à Doriskos et mille deux cents à Salamine,. Platon, parlant en termes généraux, indique mille navires et plus. Ctésias indique mille navires.
Hérodote détaille les navires achéménides présents à la bataille :
| Nation    | Nombre navires |      | Nation  | Nombre navires |      | Nation                 | Nombre navires |
| --------- | -------------- | ---- | ------- | -------------- | ---- | ---------------------- | -------------- |
| Phénicie  | 300            |      | Égypte  | 200            |      | Chypre                 | 150            |
| Cilicie   | 100            |      | Ionie   | 100            |      | Phrygie hellespontique | 100            |
| Carie     | 70             |      | Éolide  | 60             |      | Lycie                  | 50             |
| Pamphylie | 30             |      | Doriens | 30             |      | Cyclades               | 17             |
| Total     | 1207           | 1207 | 1207    | 1207           | 1207 | 1207                   | 1207           |

Le nombre 1 207 apparaît assez tôt dans les archives historiques (472 av. J.-C.). En conséquence, les Grecs croient avoir affronté autant de navires. À cause de la cohérence des sources antiques, des historiens modernes jugent qu'il s'agit de la taille initiale de la flotte perse,, ; d'autres rejettent ce nombre, avançant qu'il s'agit des 1 207 navires de l’Iliade et proposant que la flotte perse est d'environ 600, le maximum pouvant être déployé dans la mer Égée,,. D'autres historiens soutiennent une fourchette de 600 à 800 navires dans la mer Égée,. C'est aussi la fourchette obtenue après avoir additionné le nombre approximatif de navires perses après la bataille de l'Artémision (cinq cent cinquante) à la taille du renforcement (cent vingt) mentionnée par Hérodote.

## Considérations stratégiques et tactiques

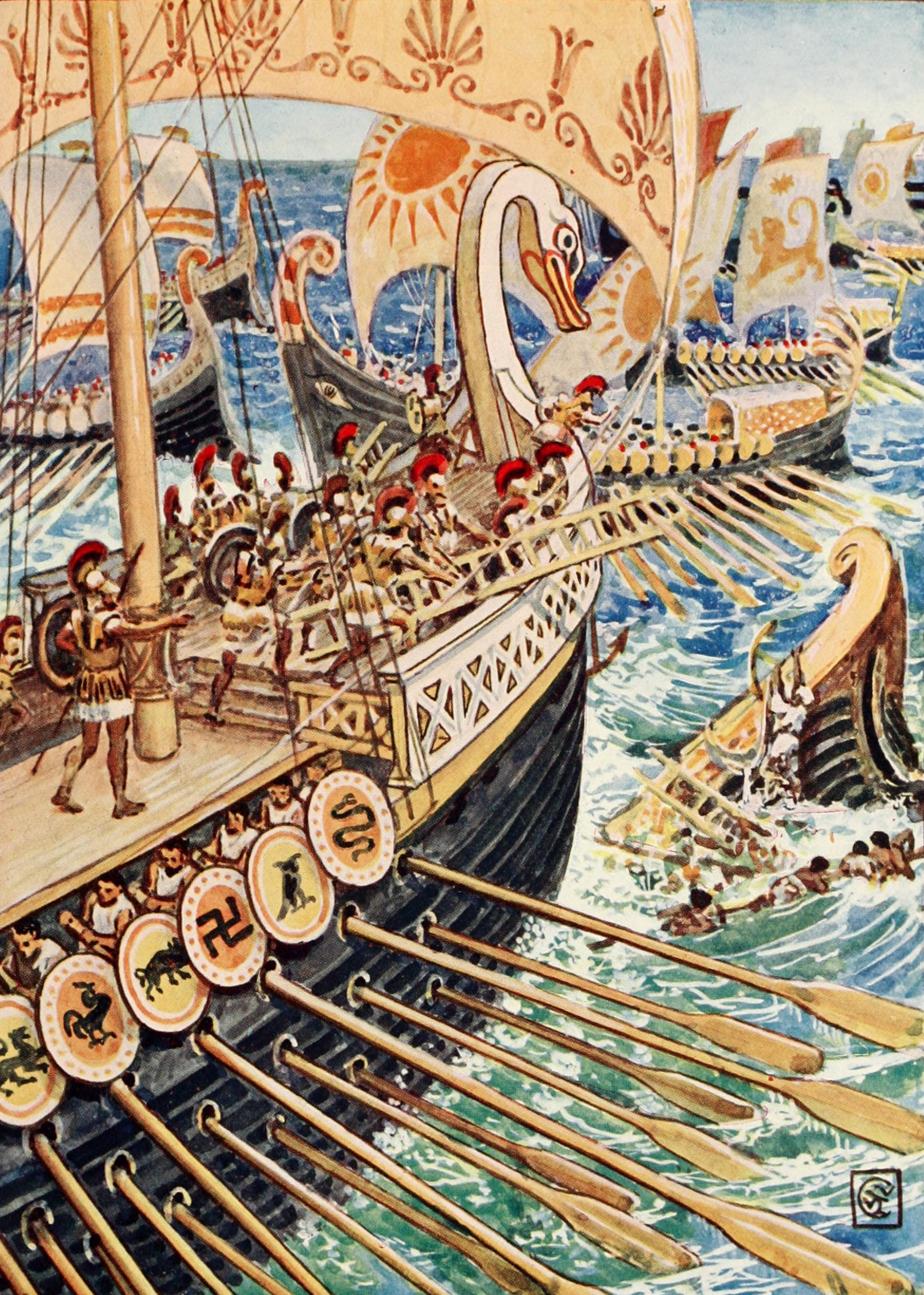
Bataille de Salamine, dans une illustration du XIXe siècle. Le navire à la gauche comprend six boucliers. Sur ceux-ci, des emblèmes sont dessinés. De gauche à droite, ils représentent :
1. Pégase : Corinthe ;
2. Coq : symbole de la résistance grecque ;
3. Chien : symbole de fidélité et de courage ;
4. Svastika : en fait, un gammadion ou un tétra-gammadion,, qui est un symbole de la Grèce antique ;
5. Chouette : Athènes ;
6. Serpent : Épidaure.
À la proue du même navire apparaît la tête d'un cygne. C'est une allusion au dernier effort avant le repos, la retraite ou la mort. L'oiseau est aussi symbole de lumière, de pureté.

Lors de la planification de leur invasion de 480 av. J.-C., les Perses veulent submerger les Grecs par une immense force d'invasion, puis compléter la conquête de la Grèce par une campagne militaire en une seule saison. À l'opposé, les Grecs veulent faire un usage optimal de leur petite armée en défendant quelques lieux tout en maintenant les Perses sur le pied de guerre le plus longtemps possible. Xerxès n'avait pas du tout envisagé une résistance acharnée, sinon il serait arrivé plus tôt pour jouir plus longtemps d'une saison favorable à sa campagne (par exemple, il n'aurait pas attendu quatre jours aux Thermopyles dans l'espérance que les Grecs se dispersent). L'époque favorable à ses projets oblige Xerxès à agir rapidement, il est en effet incapable de maintenir sur le pied de guerre son immense armée sur une longue période ; de plus, son absence prolongée pourrait susciter des problèmes dans son empire. La bataille des Thermopyles lui a démontré qu'un assaut frontal contre des positions grecques très bien défendues ne porte aucun fruit. Les Alliés étant bien retranchés sur l'étroit isthme de Corinthe, il n'a que peu de chances de conquérir le reste de la Grèce par terre. Les Thermopyles lui ont également montré que si les forces grecques étaient débordées, elles pourraient être détruites à cause de leurs faibles effectifs. Pour déborder l'isthme, il doit donc utiliser sa marine pour transporter son armée et doit détruire en premier lieu la flotte grecque. Une fois détruite, Xerxès serait en position d'exiger la capitulation des Grecs ; puisque la saison de campagne est courte, il table sur le succès de cette opération. Pour leur part, les Alliés veulent éviter la destruction de leur flotte et Thémistocle, leur général, espère que, si la flotte perse était sévèrement endommagée ou, mieux, en grande partie détruite, l'invasion perse serait arrêtée.
Stratégiquement, les Perses n'ont aucun intérêt de combattre à Salamine. Selon Hérodote, Artémise Ire d'Halicarnasse a suggéré à Xerxès de renoncer :

« Si, au lieu de vous presser de combattre sur mer, vous retenez ici vos vaisseaux à la rade, ou si vous avancez vers le Péloponnèse, vous viendrez facilement à bout, seigneur, de vos projets ; car les Grecs ne peuvent pas faire une longue résistance ; vous les dissiperez, et ils s’enfuiront dans leurs villes, car ils n’ont point de vivres dans cette île, comme j’en suis bien informée ; et il n’est pas vraisemblable que, si vous faites marcher vos troupes de terre vers le Péloponnèse, les Péloponnésiens qui sont venus à Salamine y restent tranquillement ; ils ne se soucieront pas de combattre pour les Athéniens. »

— Hérodote
La marine perse est suffisamment grande pour à la fois contenir la flotte grecque dans le détroit de Salamine et pour débarquer des soldats dans le Péloponnèse. Néanmoins, les deux adversaires misent sur une seule bataille navale décisive, souhaitant mettre un terme à la guerre.
Les Perses jouissent d'un avantage tactique significatif, surpassant en nombre les Alliés et profitant de navires plus performants. Cette meilleure performance, mentionnée par Hérodote, est probablement une allusion aux meilleurs équipages perses, la plupart des navires grecs (et donc la majorité de la flotte alliée) ayant été nouvellement construits à la demande de Thémistocle. Il a demandé aux Athéniens en 483 av. J.-C. de construire 200 trières ; ces équipages sont donc inexpérimentés. Même si ces marins ont peu d'expérience, ces trières s'avéreront décisives dans la future bataille. Les deux tactiques les plus fréquemment employées à cette époque dans la mer Méditerranée sont l'éperonnage (les trières sont pourvues d'un bélier à la proue) et l'abordage par un groupe de soldats embarqués. Les Perses et les Grecs asiatiques ont toutefois ajouté une manœuvre appelée diekplous. Les ouvrages antiques n'offrent pas suffisamment d'indices pour la comprendre complètement, mais les historiens modernes pensent que les navires d'attaques s'infiltrent entre les navires ennemis, puis modifient leur course pour éperonner le côté des navires, la partie la plus fragile de la coque. Cette manœuvre exige des marins bien entraînés et les Perses auraient été plus susceptibles d'y recourir ; toutefois, les Alliés ont mis au point une tactique pour s'opposer à la diekplous.
Les historiens ont régulièrement débattu sur les flottes en présence. Leurs échanges ont porté le plus souvent sur l'affirmation d'Hérodote qui indique que les navires alliés sont plus lourds et donc moins manœuvrables. Les raisons pour lesquelles ils sont plus lourds sont inconnues, mais trois hypothèses ont été avancées, sans confirmation : les navires alliés étaient plus gros, leur structure en bois était détrempée parce qu'ils n'avaient pas été mis à sécher pendant l'hiver ou encore ils embarquaient des hoplites en armures (20 hoplites complètement armés pèseraient environ deux tonnes). Cette lourdeur aurait empêché les alliés de recourir au diekplous. Il est donc plus probable que les navires alliés ont embarqué des soldats excédentaires pour compenser leur manque de mobilité, l'abordage restant leur seule tactique valable (au prix de navires plus lourds). En soutien de cette hypothèse, Hérodote rapporte que les Grecs ont capturé les navires à la bataille de l'Artémision au lieu de les couler. Le poids des navires alliés aurait pu aussi jouer en leur faveur, parce qu'ils sont plus stables face aux vents à proximité de Salamine et moins susceptibles de couler s'ils sont éperonnés.
Les Perses préfèrent une bataille navale sur une grande surface, en pleine mer, là où ils peuvent profiter de leur supériorité numérique et d'équipages mieux entraînés. Pour les Alliés, une victoire décisive ne peut être obtenue que si les Perses regroupent leur flotte dans un espace resserré, où leur nombre ne serait plus décisif. La bataille de l'Artémision a été une tentative de réduire les avantages perses, mais les Alliés ont conclu que le champ de bataille était encore trop grand pour obtenir une victoire décisive et ils doivent donc les amener à combattre sur une surface plus petite. En ramant dans le détroit de Salamine pour affronter les Alliés, les Perses jouent le jeu de leur adversaire. Cette décision est peut-être due à la confiance excessive que les Perses ont de détruire la flotte alliée ; le subterfuge de Thémistocle joue donc un rôle prépondérant dans la modification de l'équilibre des forces en présence. En résumé, Salamine a été pour les Perses une bataille futile et une erreur stratégique.

## Bataille

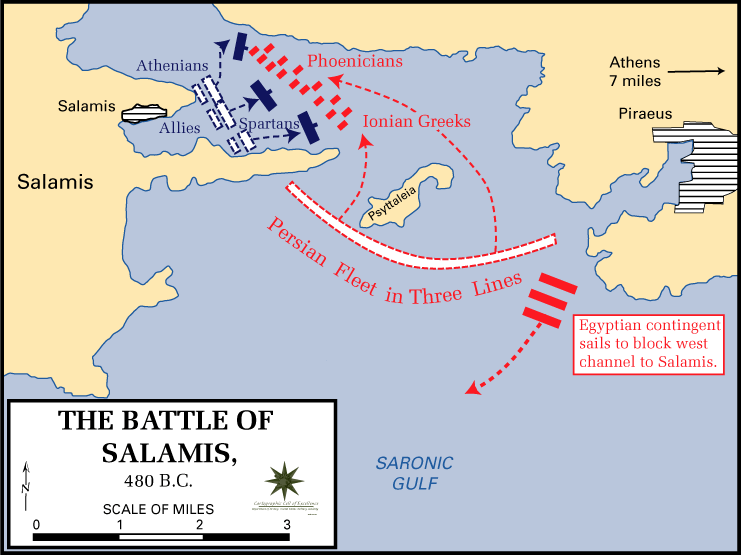
Manœuvres des navires pendant la bataille de Salamine, selon une reconstitution possible. En bleu, les forces alliées ; en rouge, les forces perses.

La bataille de Salamine n'est pas clairement décrite par les auteurs antiques, Hérodote compris. Il est donc probable qu'aucun participant à la bataille, sauf Xerxès Ier, n'a eu une vue d'ensemble de la bataille dans le détroit de Salamine,. Ce qui suit est donc une discussion qui s'appuie sur des hypothèses plutôt qu'un compte rendu fidèle.

### Disposition des forces
Dans la flotte alliée, les Athéniens occupent l'aile gauche, alors que sur la droite se tiennent les navires spartiates (mais Diodore mentionne qu'il s'agit des Mégaréens et des Éginètes) ; le centre est composé de navires de plusieurs origines,. La flotte alliée est probablement regroupée en deux files séparées, l'ouverture sud du détroit ne pouvant laisser passer plus qu'un bateau grec à la fois. Hérodote décrit la flotte sur une ligne selon un axe nord-sud, son flanc nord près de la côte de l'îlot moderne de Saint George (Ayios Georgis) et son flanc sud près de la côte du cap Vavari (partie de Salamine). Diodore de Sicile indique plutôt que la flotte alliée est alignée selon un axe est-ouest, s'allongeant dans les eaux entre l'île de Salamine et le mont Aigáleo ; toutefois, il est peu probable que les alliés aient exposé l'un des flancs de leur flotte à un territoire occupé par les Perses.
Selon toute probabilité, la flotte perse reçoit l'ordre de bloquer la sortie sud du détroit, ce qu'elle fait le soir précédant la bataille. Hérodote croit avec certitude que des navires perses sont entrés à la nuit tombante dans le détroit dans le but de capturer les vaisseaux alliés qui s'enfuiront. Cette description prête toutefois à débat parmi les historiens modernes, quelques-uns décrivant les difficultés à manœuvrer de nuit dans un espace aussi restreint et d'autres reconnaissant comme vraie la version d'Hérodote,. Aujourd'hui, les deux hypothèses les plus souvent retenues sont : la nuit, les Perses ont bloqué la sortie sud du détroit puis sont entrés dans le détroit la journée suivante ou ils sont entrés dans le détroit et ont positionné leurs navires pour la bataille pendant la nuit,. Peu importe le moment où ils ont manœuvré, il est probable qu'ils ont fait pivoter leur flotte à la hauteur du cap Vavari ; ils ont donc modifié l'alignement de leurs vaisseaux d'un axe est-ouest (pour bloquer la sortie du détroit) à un alignement nord-sud (voir diagramme ci-contre). La flotte perse aurait alors formé trois files de navires (selon Eschyle), les puissants navires phéniciens occupant l'aile droite près du mont Aigáleo, le contingent ionien se trouvant sur l'aile gauche et les autres navires au centre.
Diodore affirme que la flotte égyptienne a été envoyée pour bloquer la sortie nord du détroit. Si Xerxès a souhaité encercler complètement les alliés, cette manœuvre a du sens (particulièrement s'il croit que les Alliés vont refuser le combat). Néanmoins, Hérodote ne mentionne pas la flotte égyptienne, sinon sa présence lors de la bataille principale, menant quelques historiens modernes à rejeter sa présence avant ou pendant la bataille, d'autres jugeant que c'est possible. Xerxès a aussi placé quatre cents soldats sur l'île de Psyttália, au milieu de la sortie sud du détroit, leur donnant l'ordre de tuer ou de capturer tout Grec qui y poserait le pied (à la suite d'une tentative de s'échapper par exemple).

### Préparatifs

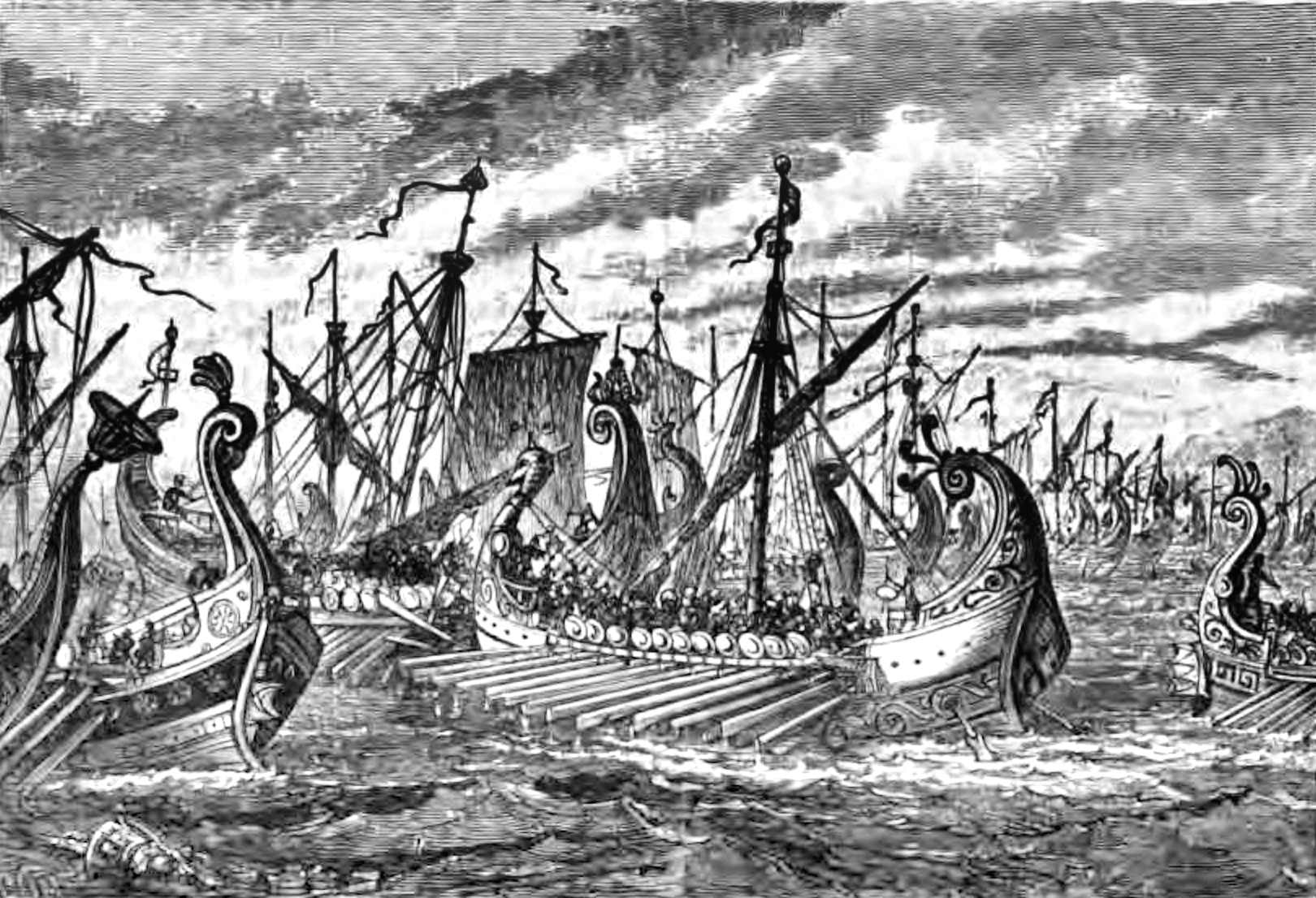
Des trières grecques à Salamine.

Peu importe le moment où la flotte perse entre dans le détroit, elle n'attaque pas avant l'aube. Les Alliés n'ayant jamais envisagé de fuir, ils auraient profité de la nuit pour se préparer et, après un discours de Thémistocle, les marins embarquent et préparent les voiliers. Selon Hérodote, les Perses « fondirent » dès l'aube sur les navires grecs, probablement parce que la flotte alliée n'était pas en position de combat,. Si les attaquants n'étaient entrés qu'à l'aube dans le détroit, les Alliés auraient eu suffisamment de temps pour organiser leur défense.
Eschyle affirme que les Perses entendent les Grecs chanter leur hymne de guerre, un péan, avant de les apercevoir :
| ὦ παῖδες Ἑλλήνων ἴτε ἐλευθεροῦτε πατρίδ᾽, ἐλευθεροῦτε δὲ παῖδας, γυναῖκας, θεῶν τέ πατρῴων ἕδη, θήκας τε προγόνων: νῦν ὑπὲρ πάντων ἀγών | Allez, fils de la Grèce, Libérez votre patrie, libérez Vos enfants, vos femmes, les temples des dieux de vos pères, Les tombes de vos ancêtres ; c'est le moment où jamais ! |

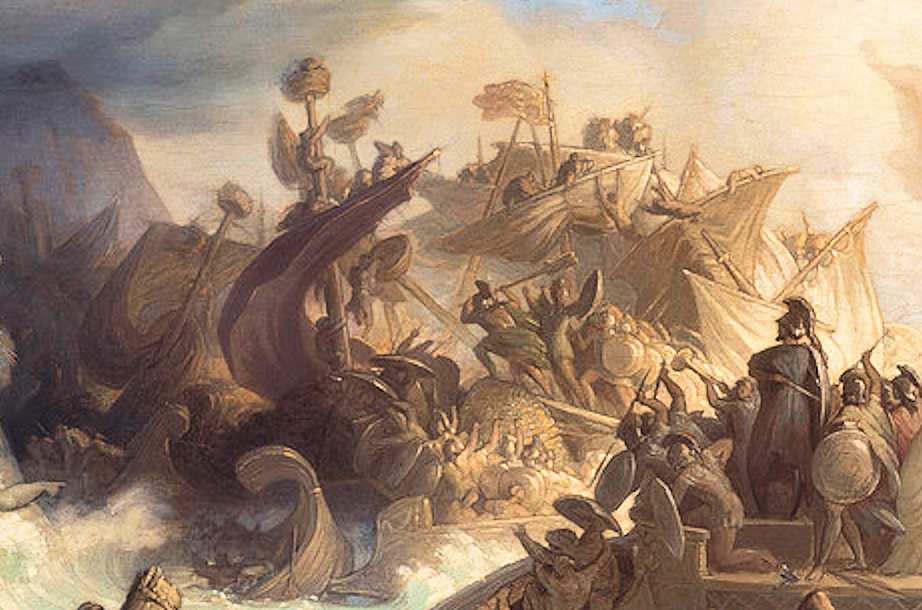
Bataille de Salamine selon Wilhelm von Kaulbach (détail).

Hérodote raconte que, selon les Athéniens, les Corinthiens ont fui vers le nord du détroit dès le début de la bataille. Toutefois, d'autres Grecs ont nié cette fuite. Si cette fuite a réellement eu lieu, peut-être que les Alliés ont souhaité leurrer les Perses tout en poursuivant une mission de reconnaissance au nord du détroit, envisageant la possibilité d'un blocus imminent. Le départ des Corinthiens est peut-être également une manœuvre pour amener les Perses à attaquer, voyant la désintégration de la flotte alliée. Peu importe leur intention, s'ils ont vraiment quitté, les Corinthiens sont rapidement revenus sur le champ de bataille.
Pendant qu'elle approche des navires grecs, la flotte perse s'entasse de plus en plus dans le détroit et devient désorganisée,. Entretemps, les navires grecs prennent position dans des files, prêts à passer à l'attaque,. Néanmoins, plutôt que d'attaquer immédiatement, les navires alliés manœuvrent de façon à donner l'impression de se retirer, craignant la flotte perse. Selon Plutarque, c'est pour à la fois améliorer leur position et attendre le vent matinal. Hérodote raconte « qu’un fantôme apparut aux Grecs sous la forme d’une femme, et que, d’une voix assez forte pour être entendue de toute la flotte, il les anima après leur avoir fait des reproches : « Malheureux, quand cesserez-vous donc de reculer ? » Hérodote raconte qu'alors que la flotte alliée recule, un seul navire change de direction dans le but d'éperonner le navire perse le plus proche. Les Athéniens clament qu'il s'agit d'un navire de Cassandréia ; les Éginètes disent que c'est l'un des leurs. L'ensemble de la flotte grecque change de direction et avance vers la ligne de bataille perse qui est désorganisée.

### Déroulement

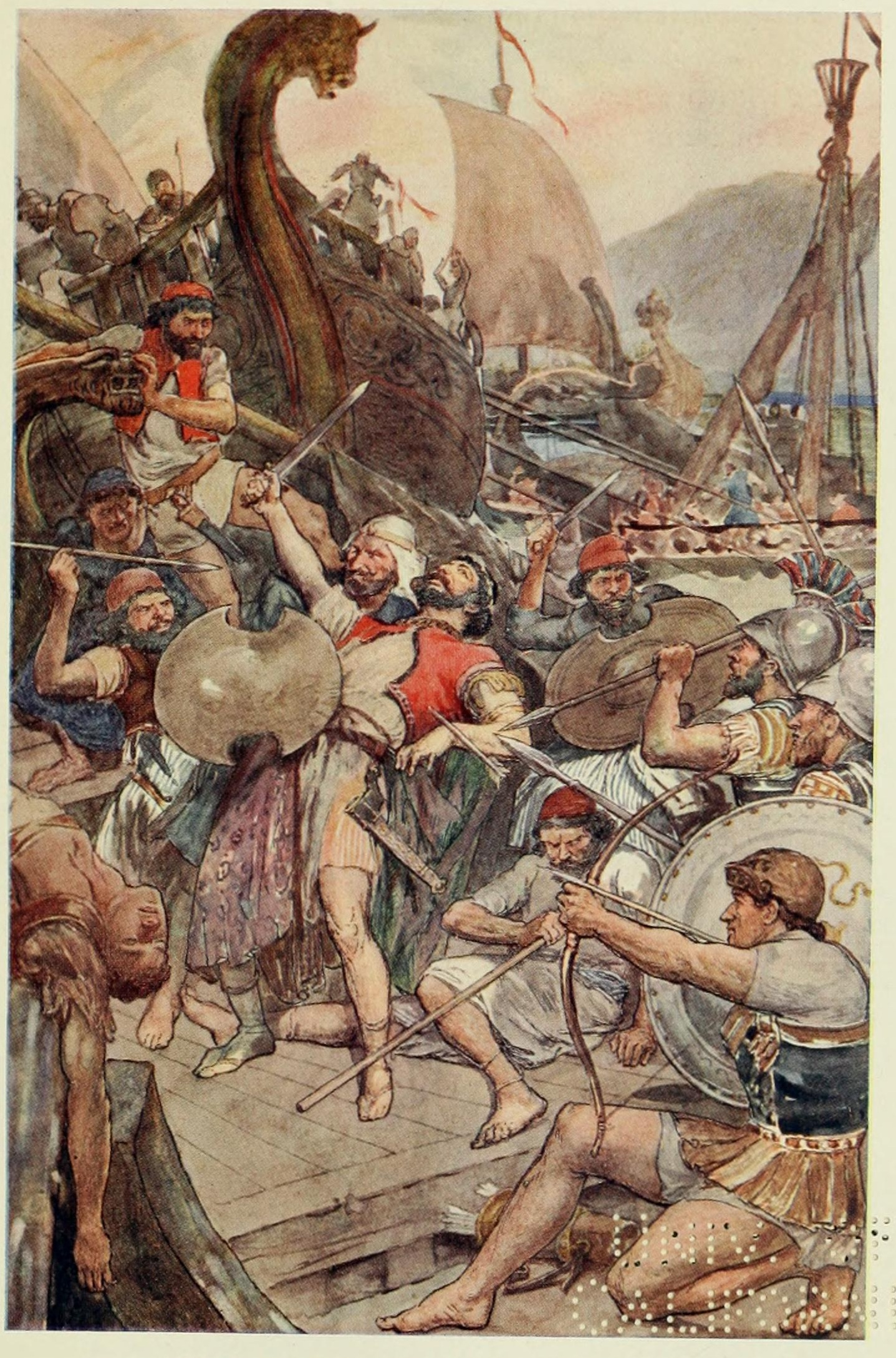
Mort de l'amiral Ariabignès (un frère de Xerxès) tôt dans la bataille (illustration de Plutarch's Lives for Boys and Girls, c. 1910).

La bataille proprement dite est mal connue, et personne n'a pu observer l'ensemble des combats. Les trières sont généralement dotées d'un gros bélier à la proue, qui peut servir à couler un navire ennemi sinon le rendre inopérant après avoir brisé une rangée de rames d'un côté ou l'autre du navire,. Si la première tentative d'éperonnage échoue, des marins embarquent sur le navire ennemi et, souvent, une bataille s'ensuit. Chaque flotte transporte des marins entraînés aux combats ; les navires grecs emportant des hoplites en armes, les Perses préférant semble-t-il des hommes plus légèrement armés.
La bataille est déjà engagée quand un vent très fort se lève, selon Plutarque : « Thémistocle ne fut pas moins habile, ce semble, à choisir le moment que le lieu du combat : il prit garde de n’engager l’action, contre la flotte des barbares, qu’à l’heure où il souffle régulièrement de la mer un vent très-fort, qui soulève les vagues dans le détroit. » Ce vent ne gêne pas les navires grecs dont les superstructures sont peu élevées, mais désavantage nettement les bateaux, en particulier phéniciens, dont la poupe est haute et le tillac surélevé : « Mais ceux des barbares, qui avaient la proue relevée, le pont très-haut, et qui étaient pesants à la manœuvre, tournoyaient sous l’effort, et ils présentaient le flanc aux Grecs », écrit encore Plutarque. En outre, sous l'effet de ce roulis, les archers perses déstabilisés ne peuvent faire usage de leur arc contre les hoplites et les rameurs des trières grecques. S'il est peu plausible que Thémistocle ait attendu ces vents étésiens pour aborder la flotte perse, d'autant qu'il n'a pas le choix de l'heure de l'engagement, il est en revanche fort possible qu'il ait attendu ce moment propice pour engager ses réserves qui, le vent aidant, achèvent de semer le désarroi dans les rangs adverses.
Sur le champ de bataille, la première ligne de la flotte perse étant repoussée par les Alliés, les navires perses reculent dans les seconde et troisième lignes de leur flotte. Sur le flanc gauche des Grecs, l'amiral perse Ariabignès (un frère de Xerxès) est tué tôt dans la bataille ; sans chef et désorganisées, les escadres perses auraient été repoussées jusque sur la côte, plusieurs vaisseaux s'échouant. Au centre, des navires grecs, formant un coin, pénètrent les lignes perses, divisant la flotte ennemie en deux.
Selon Plutarque, Ariabignes est tué par Aminias d'Athènes (en) (ou de Pallène) et Soclès (Σωκλής) de Pallène. Quand Ariabignes tente de les aborder, ils le frappent avec leur lance puis jettent son corps à la mer. Plutarque mentionne qu'Artémise Ire est la première à le reconnaître parmi les débris flottants ; elle va ramener son corps à Xerxès.

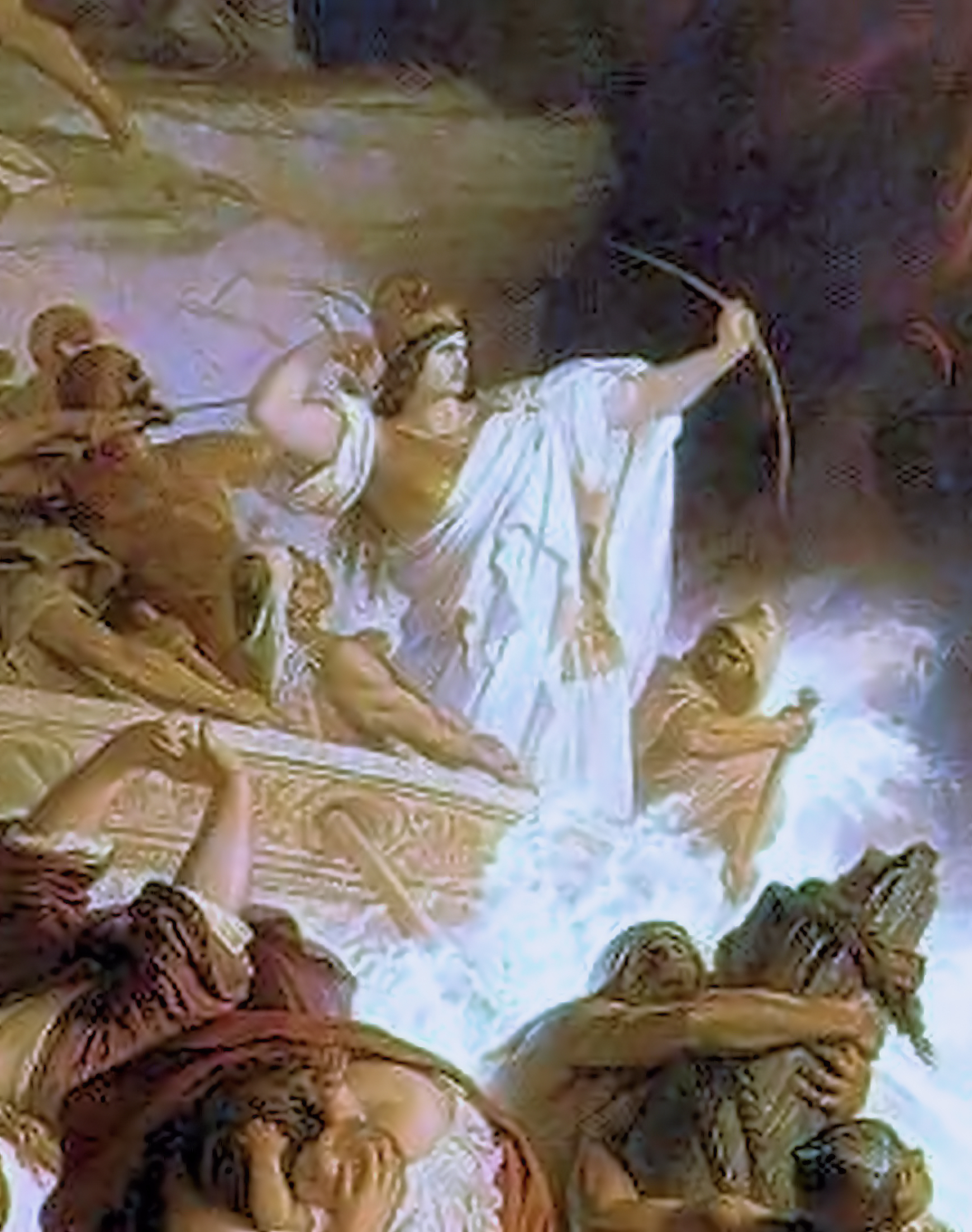
Artémise Ire, reine d'Halicarnasse et commandant du contingent carien de la flotte achéménide, à la bataille de Salamine, décochant des flèches aux Grecs (détail d'une toile de Wilhelm von Kaulbach)

Hérodote rapporte qu'Artémise Ire, reine d'Halicarnasse et commandant du contingent carien, a été pourchassée par le navire d'Aminias d'Athènes (ou de Pallène). Pendant sa fuite, son navire éperonne un navire perse, ce qui convainc son poursuivant qu'elle fait partie de la flotte alliée ou l'a rejointe ; Aminias abandonne la poursuite. Xerxès, qui observe le combat, croit qu'elle a éperonné avec succès un navire grec et, sachant que les autres commandants de sa flotte font piètre figure, aurait dit : « Les hommes se sont conduits en femmes, et les femmes en hommes ». Le navire ami qu'elle a fait couler est commandé par le roi calyndien Damasithyme (Δαμασίθυμος),. Aucun membre du navire calyndien ne survit à cette attaque.
La flotte perse commence à faire retraite vers Phalère mais selon Hérodote, les Éginètes leur tendent des embuscades pendant qu'ils tentent de sortir du détroit. Le reste de la flotte trouve refuge dans le port de Phalerme, protégé par l'armée de Xerxès. Le général athénien Aristide prend la tête d'un détachement de soldats qui traverse Psyttália et les Grecs massacrent les Perses stationnés sur cette île déserte. Hérodote n'indique pas les pertes du côté perse. Il écrit que, l'année suivante, la flotte perse comporte 300 trières. Les pertes dépendent donc du nombre de navires avant la bataille : elle s'élèverait entre 200 et 300 navires selon une estimation de la taille initiale de la flotte perse. Hérodote rapporte que les Perses ont perdu beaucoup plus de soldats que les Grecs parce qu'ils ne savaient pas nager. Xerxès Ier, assis sur son trône au sommet du mont Aigáleo, a été témoin du carnage.
Quelques capitaines phéniciens qui ont perdu leur navire accusent les Ioniens de couardise avant la fin de la bataille. Xerxès, d'humeur massacrante et venant d'observer la capture d'un navire éginète par des Ioniens, ordonne que les Phéniciens soient décapités « afin que des lâches ne pussent plus calomnier des gens plus braves qu’eux ». Selon Diodore de Sicile, Xerxès a mis à mort les capitaines phéniciens pour avoir commencé la bataille. Il menace en plus de faire tuer tous les autres Phéniciens ; la nuit venue, ces derniers s'enfuient vers l'Asie à bord de leurs navires.

## Suites

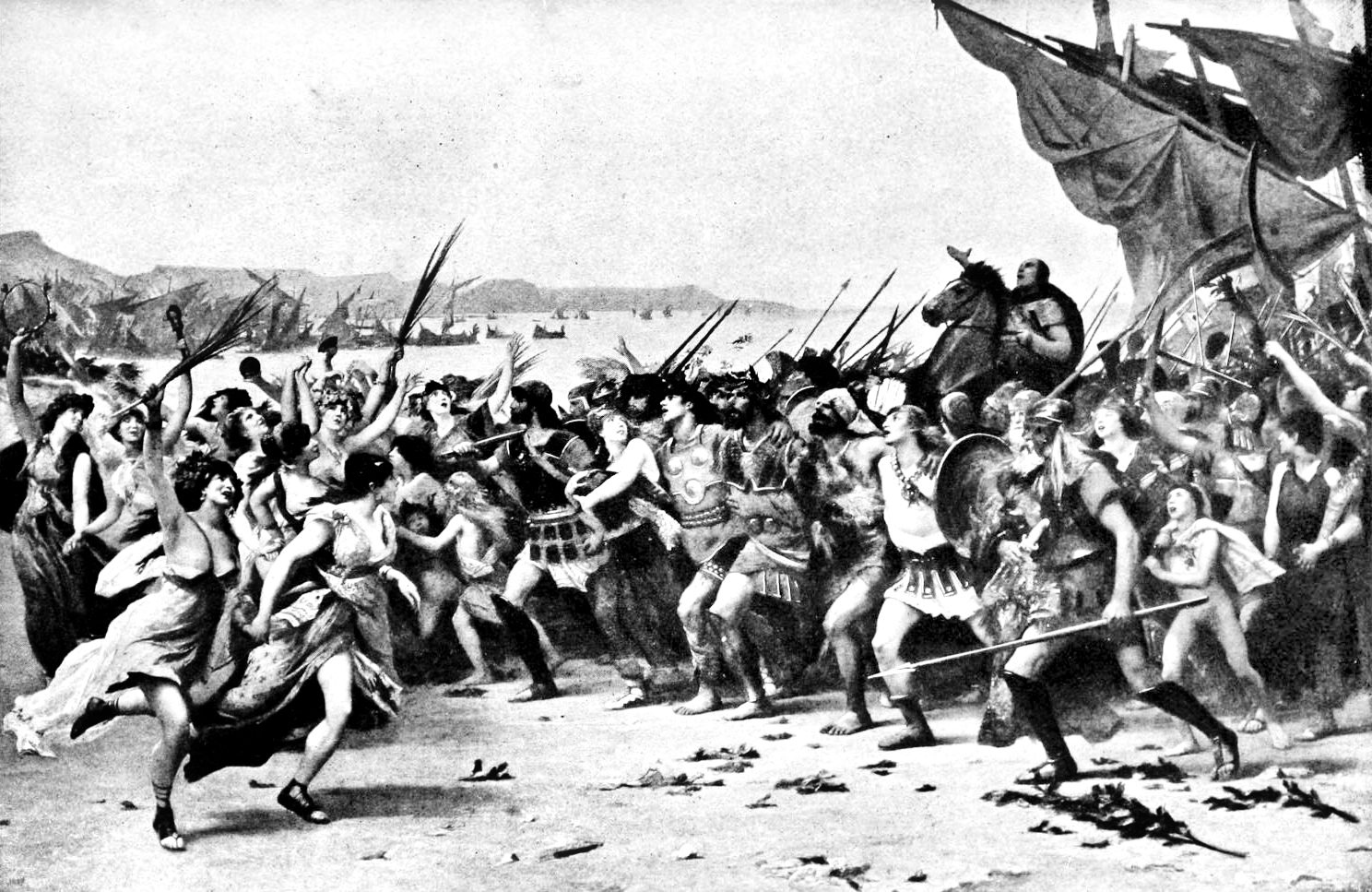
Le triomphe de Thémistocle après Salamine (illustration du XIXe siècle).

Immédiatement après la bataille de Salamine, Xerxès ordonne la construction de ponts flottants au-dessus du détroit, dans le but d'utiliser son infanterie pour attaquer les Athéniens. Toutefois, les Alliés patrouillent avec confiance le détroit. Hérodote rapporte que Xerxès tient un conseil de guerre, pendant lequel Mardonios tente de tirer des leçons :

« Seigneur, lui dit-il, ne vous attristez pas de cette perte, et ne la regardez pas comme un grand malheur. Le succès de cette guerre ne dépend pas de vos vaisseaux, mais de votre cavalerie et de votre infanterie. Ces Grecs, qui s’imaginent que tout est terminé, ne sortiront point de leurs vaisseaux pour s’opposer à vos armes, et ceux du continent n’oseront pas s’essayer contre vous. Ceux qui l’ont fait en ont été punis. Attaquons donc sur-le-champ le Péloponnèse, si telle est votre volonté. Mais si vous voulez suspendre vos coups, suspendons-les ; mais cependant ne vous découragez pas. Les Grecs n’ont plus de ressources, et ne peuvent éviter ni l’esclavage, ni le compte que vous leur demanderez du présent et du passé. Voilà, seigneur, ce que vous avez surtout à faire. Mais, si vous avez résolu de vous en retourner avec votre armée, j’ai cet autre conseil à vous donner. Ne permettez pas, seigneur, que les Perses servent de jouet aux Grecs ; vos affaires n’ont encore rien souffert par la faute des Perses, et vous ne pouvez nous accuser de nous être comportés lâchement en quelque occasion. Si les Phéniciens, les Égyptiens, les Cypriens et les Ciliciens ont mal fait leur devoir, leur faute ne nous regarde pas, et l’on ne doit pas nous l’imputer. Maintenant donc, seigneur, puisque les Perses ne sont point coupables, daignez suivre mon conseil. Si vous avez résolu de ne pas rester ici plus longtemps, retournez dans vos États avec la plus grande partie de votre armée ; mais donnez-moi trois cent mille hommes à mon choix, et je m’engage à faire passer la Grèce sous votre joug. »

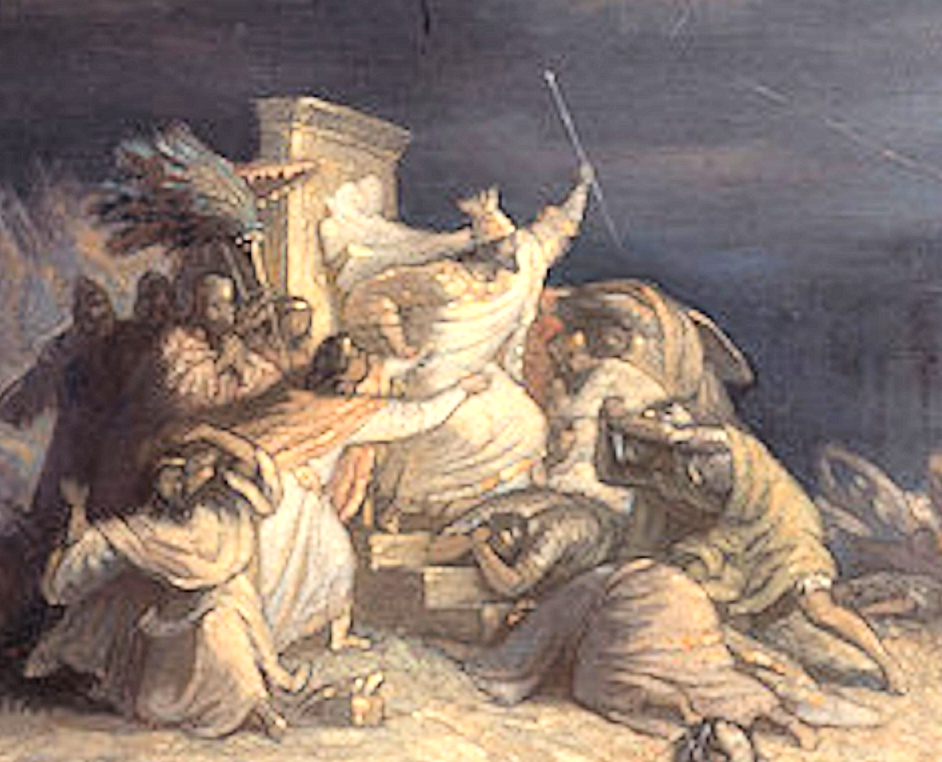
La colère de Xerxès Ier observant la bataille depuis son promontoire (détail d'une toile de Wilhelm von Kaulbach).

Craignant que les Grecs ne détruisent les ponts flottants sur l'Hellespont et ne piègent son armée en Europe, Xerxès quitte avec le plus gros de ses forces armées. Mardonios choisit avec soin les troupes qui doivent rester avec lui en Grèce, retenant l'infanterie et la cavalerie d'élite, dans le but de conquérir la Grèce par la terre. Les Perses évacuent l'Attique, Mardonios décidant de passer l'hiver en Béotie et en Thessalie ; les Athéniens peuvent donc retourner dans leurs cités en ruines pour y passer l'hiver, également.
L'année suivante, en 479 av. J.-C., Mardonios s'empare à nouveau d'Athènes et ordonne sa destruction (la seconde sous les Achéménides), alors que l'armée alliée préfère protéger l'isthme de Corinthe. Plus tard, sous la conduite de Sparte, les Alliés acceptent d'attaquer les forces de Mardonios dans le but de reprendre l'Attique. Mardonios fait retraite vers la Béotie pour leurrer les Grecs sur un terrain dégagé ; les deux adversaires se font face près de Platées (qui a été rasée l'année précédente). Toutefois, l'année suivante, en 478 av. J.-C., l'infanterie perse est détruite lors de la bataille de Platées, tout comme la flotte perse à la bataille du cap Mycale. Après la victoire de Mycale, la flotte grecque fait route vers l'Hellespont pour détruire les ponts flottants mais les Perses les ont déjà démantelés.

## Un tournant des guerres médiques
Les batailles de Platées, du cap Mycale et de Salamine constituent un point tournant dans le cours des guerres médiques, car les Perses renoncent ensuite à envahir la Grèce. Le Péloponnèse ne pouvant plus être conquis, la Grèce par extension est libre d'une invasion de l'Asie. Le moral et le prestige des Perses, dont la majeure partie des armées est détruite, sont au plus bas,.
La victoire grecque permet la révolte de la Macédoine contre le règne perse. Les trente années suivantes, la Thrace, les îles Égéennes puis l'Ionie sont soustraites à la domination perse par les Alliés puis leurs successeurs, la Ligue de Délos. La victoire à Salamine est donc le début d'une fructueuse riposte grecque, qui culmine avec la reconquête des îles Égéennes.
| Dessin représentant une colonne torsadée qui se termine au sommet par trois têtes de serpent. · Photographie montrant une colonne torsadée en bronze. |

Comme les batailles de Marathon et des Thermopyles, Salamine est élevée au statut de légende (au contraire, par exemple, de la bataille de Platées, tout aussi décisive pour les Grecs), peut-être à cause de la situation desespérée des Alliés et de leurs très faibles chances de victoire.
Plusieurs historiens croient qu'une victoire perse à Salamine aurait durablement paralysé le développement de la Grèce antique et, par extension, empêché l'éclosion de la culture occidentale. Pour cette raison, ils jugent que Salamine est l'une des plus importantes batailles de toute l'histoire humaine,. Des historiens vont même jusqu'à prétendre que si les Alliés avaient été vaincus à Salamine, la conquête perse consécutive aurait dans les faits étouffé la croissance de la culture occidentale comme nous la connaissons,. Cette perception s'appuie sur l'idée que l'essentiel de la culture occidentale moderne, telles la philosophie, la science, la liberté individuelle et la démocratie, prennent racine dans l'héritage laissé par la Grèce antique. Cette école de pensée argue que, sachant la prééminence de la pensée occidentale sur l'histoire humaine ultérieure, la domination perse aurait modifié sensiblement la trajectoire de la pensée humaine. Par ailleurs, l'épanouissement d'une culture athénienne très influente ne s'est produit qu'après les guerres médiques,,.
Militairement, il est difficile de tirer des leçons de cette bataille, faute d'informations. Encore une fois, les Alliés ont bien choisi le site des combats dans le but de réduire la puissance perse mais, au contraire de la bataille des Thermopyles par exemple, la chance a joué en leur faveur parce que des navires perses ont attaqué avant que leur flotte ne soit bien déployée. Néanmoins, le stratagème de Thémistocle, qui consiste à tromper son adversaire dans le but de l'amener à réagir défavorablement, est une leçon à tirer de cet engagement.
Selon Plutarque, le futur homme d'État Cimon, presque inconnu, obtient un grand prestige à la suite de cette bataille, ce qui lui permet d'entreprendre une fructueuse carrière politique. À la suite de cette bataille, les rameurs des navires alliés, appartenant à une classe sociale inférieure, gagnent en poids politique.

## Dans la culture

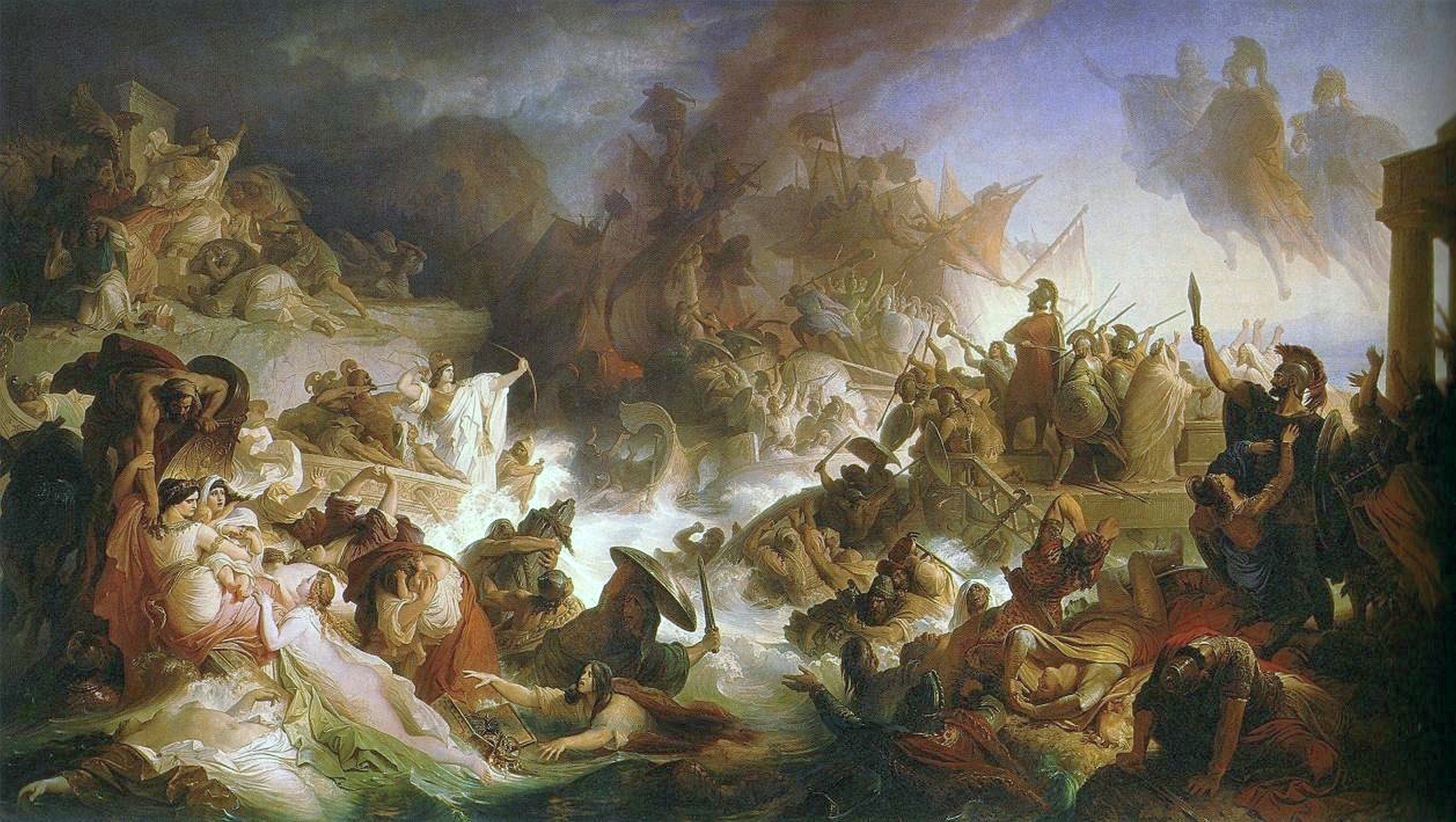
Die Seeschlacht bei Salamis (La Bataille de Salamine), Wilhelm von Kaulbach, 1868.

En 472 av. J.-C., Eschyle écrit sa tragédie Les Perses, qui raconte en partie les défaites de Xerxès Ier.
Lord Byron a rédigé un passage sur la bataille dans son Don Juan.
La bataille est largement présentée dans le docu-roman Tell Tell in Sparta écrit par Roderick Milton en 1962, ouvrage traduit en français sous le titre Va dire à Sparte et publié aux éditions Laffont en 1965 dans la collection Plein Vent. S'appuyant sur le livre d'Hérodote, l'ouvrage de Milton présente les batailles des Thermopyles, d'Athènes, de Salamine et de Platée.
Henri Pigaillem a publié en 2004 une description romancée de la bataille dans son Salamine et les guerres médiques : 480 avant Jésus-Christ, qui présente également le stratège Thémistocle.
En bande dessinée, Jean-Yves Delitte et Francesco Lo Storto publient Salamine en juin 2019 dans la collection « Les Grandes Batailles navales » chez Glénat.
Cette bataille est illustrée dans le film 300 : La Naissance d'un empire de Noam Murro,.

### Citations originales
1. ↑  (en) « For the first time, a chronicler set himself to trace the origins of a conflict not to a past so remote so as to be utterly fabulous, nor to the whims and wishes of some god, nor to a people's claim to manifest destiny, but rather explanations he could verify personally. »

#### Ouvrages antiques
- Diodore de Sicile, Bibliothèque historique [détail des éditions] [lire en ligne].
- Hérodote, Histoires [détail des éditions] [lire en ligne].

#### Ouvrages modernes
- (en) A. R. Burn, « Persia and the Greeks », dans Ilya Gershevitch, The Cambridge History of Iran, vol. 2 : The Median and Achaemenid Periods, Cambridge University Press, 1985.
- (en) P. Connolly, Greece and Rome at War, 1981.
- Jean-Nicolas Corvisier, La Bataille de Platées 479 av. J.-C., Clermont-Ferrand, Lemme edit, coll. « Illustoria », 2010, 102 p. (ISBN 978-2-917575-17-8).
- (en) Hans Delbrück, Warfare in Antiquity : History of the Art of War, vol. I, 1990.
- (en) D. Fehling (trad. J.G. Howie), Herodotus and His "Sources" : Citation, Invention, and Narrative Art, Leeds, Francis Cairns, coll. « Arca Classical and Medieval Texts, Papers, and Monographs », 1989, chap. 21.
- (en) Moses Finley (trad. Rex Warner), Thucydides – History of the Peloponnesian War, Penguin, 1972 (ISBN 978-0-14-044039-3), « Introduction ».
- (en) Peter Green, The Year of Salamis, 480–479 BC., Londres, Weidenfeld and Nicolson, 1970, 326 p. (ISBN 0-297-00146-9).
- (en) Peter Green, The Greco-Persian Wars, Berkeley, University of California Press, 1970 (réimpr. 1996), 344 p. (ISBN 0-520-20573-1 et 0-520-20313-5).
- (en) Victor Davis Hanson, Carnage and Culture : Landmark Battles in the Rise of Western Power, New York, DoubleDay, 2001, 506 p. (ISBN 0-385-50052-1).
- Victor Davis Hanson (trad. Laurent Bury), Les Guerres grecques : 1400-146 av. J.-C., Paris, Éditions Autrement, 1999, 223 p. (ISBN 2-86260-972-2).
- (en) Tom Holland, Persian Fire : The First World Empire and the Battle for the West, Abacus, 2005, 363 p. (ISBN 978-0-349-11717-1).
- (en) John Francis Lazenby, The Defence of Greece 490–479 BC, Warminster, Aris & Phillips Ltd., 1993, 294 p. (ISBN 0-85668-591-7).
- Jean Malye, La Véritable Histoire de la bataille de Salamine, Les Belles Lettres, 19 février 2014, 200 p. (ISBN 978-2-251-04017-2, présentation en ligne).
- (en) Barry Strauss, The Battle of Salamis : The Naval Encounter That Saved Greece—and Western Civilization, New York, Simon and Schuster, 2004, 294 p. (ISBN 0-7432-4450-8, présentation en ligne).
- (el) Ιστορία του Ελληνικού Έθνους [« Histoire de la nation grecque »], vol. Β, Εκδοτική Αθηνών,‎ 1971.

#### Bases de données et dictionnaires
- Notices dans des dictionnaires ou encyclopédies généralistes :   - Britannica
  - Universalis
- Notices d'autorité :   - BnF (données)
  - IdRef
  - LCCN
  - GND
  - Espagne
  - Israël
  - Tchéquie